# Сохиев, Туган Таймуразович
Туга́н Таймура́зович Со́хиев (осет. Сохиты Таймуразы фырт Тугъан; род. 21 октября 1977, Орджоникидзе) — российский дирижёр. Главный дирижёр и музыкальный руководитель Большого театра с 2014 года по 2022 год. Заслуженный артист Российской Федерации (2021).

## Биография

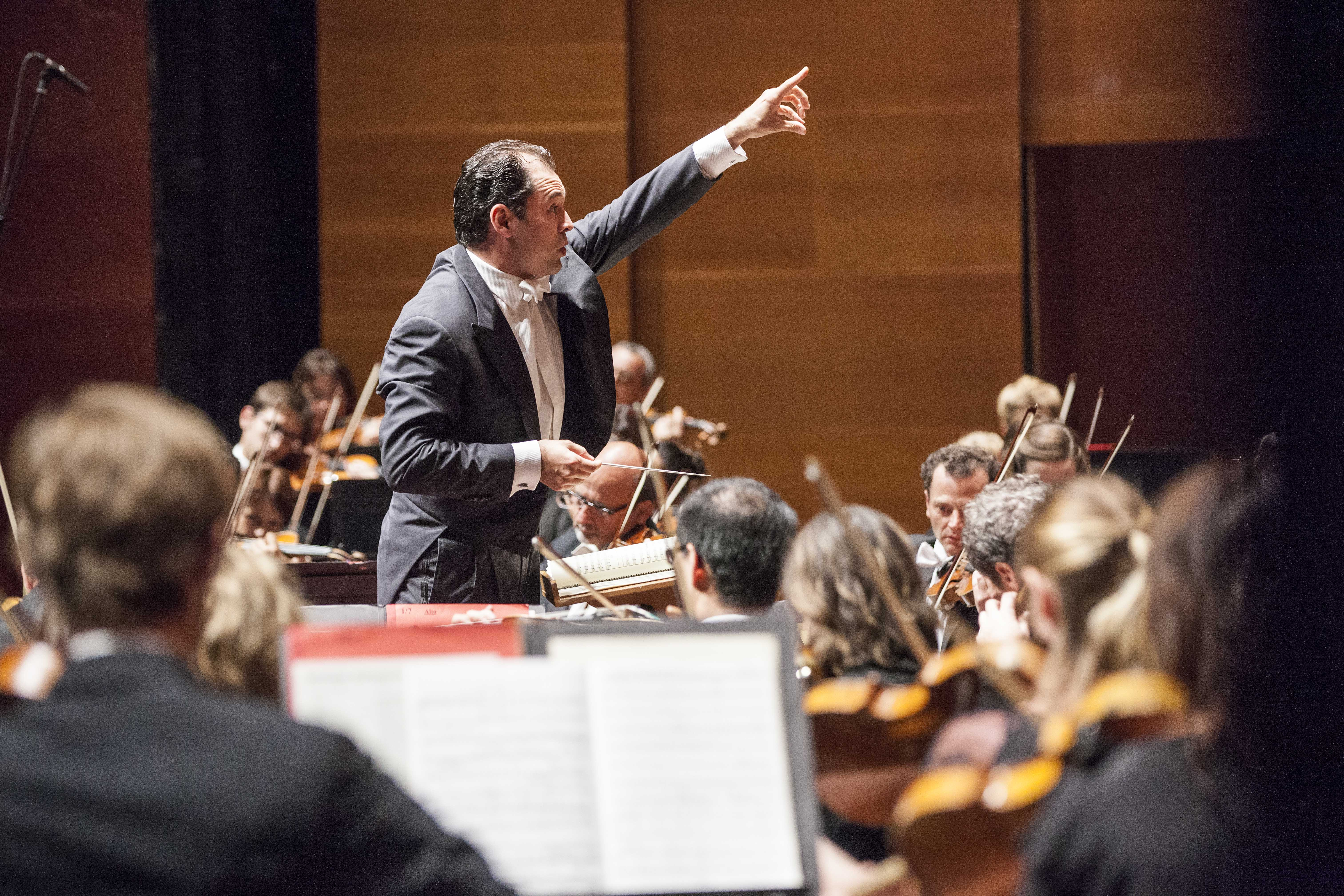
Туган Сохиев дирижирует Национальным оркестром Капитолия Тулузы, 2014

Родился 21 октября 1977 года в Орджоникидзе (ныне Владикавказ). В 2001 окончил Санкт-Петербургскую консерваторию, где учился в классах симфонического дирижирования Ильи Мусина и Юрия Темирканова.
В 2001 году приглашён на должность музыкального руководителя Уэльской национальной оперы: в 2003 вступил в должность, однако в 2004 вынужден был покинуть театр из-за разногласий с музыкантами.
С 2008 по 2022 — музыкальный руководитель Национального оркестра Капитолия Тулузы. В 2012—2016 годах — главный дирижёр Немецкого симфонического оркестра в Берлине.
С 2014 года по 2022 — главный дирижёр и музыкальный руководитель Большого театра, где руководил постановками опер «Орлеанская дева» П. И. Чайковского (2014), «Кармен» Ж. Бизе, «Катерина Измайлова» Д. Д. Шостаковича (2016), дирижировал многими другими спектаклями.
Участник международных фестивалей: оперных в Экс-ан-Провансе (с 2004) и в Оранже (2011), «Моцартовской недели» в Зальцбурге (2016).
6 марта 2022 года заявил об уходе с поста главного дирижёра и музыкального руководителя Большого театра. Сохиев объяснил своё решение тем, что в связи с событиями на Украине его вынуждают сделать «невозможный» выбор и «предпочесть одного члена его музыкальной семьи другому», а также «выбрать между двумя культурными традициями».
Регулярно выступает с такими прославленными коллективами как Венский филармонический оркестр, Мюнхенский филармонический оркестр, Симфонический оркестр Баварского радио, Саксонская государственная капелла, Берлинская государственная капелла, Лейпцигский оркестр Гевандхауза и др. Неоднократно выступал с Нью-Йоркским филармоническим и Филадельфийским оркестрами.

## Избранная дискография
- Мусоргский: «Картинки с выставки»
- Чайковский: Симфония № 4. Национальный оркестр Капитолия Тулузы. 2006, Naïve: B000H7I4XG
- Прокофьев: «Петя и волк». Национальный оркестр Капитолия Тулузы. 2007, Naïve: B000VAVTLS
- Прокофьев: «Любовь к трём апельсинам». Камерный оркестр Малера. 2004, Bel Air Classiques: BAC024

## Награды и звания
- Заслуженный артист России (20 апреля 2021) — за заслуги в развитии отечественной культуры и искусства, многолетнюю плодотворную деятельность[3].
- Лауреат второй премии III Международного конкурса дирижёров имени Прокофьева в Санкт-Петербурге (1999)
- Народный артист республики Северная Осетия-Алания
- Кавалер ордена «За заслуги» (2013, Франция)
- Медаль ордена «За заслуги перед Отечеством» I степени (21 августа 2018) — за большой вклад в развитие отечественной культуры, искусства, средств массовой информации и многолетнюю плодотворную деятельность[6].